# تخاطر زائف كمومي
التخاطر الزائف الكمومي (بالإنجليزية: Quantum pseudo-telepathy)‏ هو حقيقة أنه أحيانا في لعبة بايزي [الإنجليزية] ذات المعلومات غير المتماثلة، اللاعبون الذين لديهم إمكانية الوصول إلى نظام فيزيائي مشترك في حالة كمومية متشابكة، وقادرون على تنفيذ استراتيجيات تعتمد على القياسات التي يتم إجراؤها على النظام المادي المتشابك، قادرون على تحقيق عوائد متوقعة أعلى في حالة توازن أكثر مما يمكن تحقيقه في أي توازن ناش إستراتيجي مختلط للعبة نفسها من قبل اللاعبين دون الوصول إلى النظام الكمي المتشابك.
في بحثهم لعام 1999، أظهر غيليس براسارد وريتشارد كليف وآلان تاب أن التخاطر الزائف الكمومي يسمح للاعبين في بعض الألعاب بتحقيق نتائج لا يمكن تحقيقها إلا إذا سُمح للمشاركين بالتواصل أثناء اللعبة.
تمت الإشارة إلى هذه الظاهرة باسم التخاطر الزائف الكمومي، مع البادئة الزائفة التي تشير إلى حقيقة أن التخاطر الزائف الكمومي لا ينطوي على تبادل المعلومات بين أي طرف. بدلاً من ذلك، يزيل التخاطر الزائف الكمومي حاجة الأطراف إلى تبادل المعلومات في بعض الظروف.
من خلال إزالة الحاجة إلى الانخراط في التواصل لتحقيق نتائج مفيدة للطرفين في بعض الظروف، يمكن أن يكون التخاطر الزائف الكمومي مفيدًا إذا تم فصل بعض المشاركين في اللعبة بسنوات ضوئية عديدة، مما يعني أن الاتصال بينهم سيستغرق سنوات عديدة. سيكون هذا مثالًا على التضمين العياني للكمية غير المحلية.
يستخدم التخاطر الزائف الكمومي عمومًا كتجربة فكرية لإثبات الخصائص غير المحلية لميكانيكا الكم. ومع ذلك، فإن التخاطر الزائف الكمومي هو ظاهرة واقعية يمكن التحقق منها تجريبيًا. ومن ثم فهو مثال صارخ بشكل خاص لتأكيد تجريبي لانتهاكات عدم مساواة بل.